# Lista oficjalnych siedzib głów państw Europy
Poniższa lista przedstawia budynki (lub kompleksy budynków) będące oficjalnymi siedzibami głów państw Europy:
| Państwo              | Tytuł głowy państwa    | Siedziba               | Miasto                 |
| -------------------- | ---------------------- | ---------------------- | ---------------------- |
| Albania              | prezydent              | Pałac Prezydencki      | Tirana                 |
| Andora               | współksiążęta          | —                      | Paryż, La Seu d’Urgell |
| Austria              | prezydent              | Hofburg                | Wiedeń                 |
| Belgia               | król                   | Pałac Królewski        | Bruksela               |
| Białoruś             | prezydent              | Pałac Prezydencki      | Mińsk                  |
| Bośnia i Hercegowina | prezydencja kolektywna | Gmach Prezydencji      | Sarajewo               |
| Bułgaria             | prezydent              | Largo                  | Sofia                  |
| Chorwacja            | prezydent              | Pałac Prezydencki      | Zagrzeb                |
| Cypr                 | prezydent              | Pałac Prezydencki      | Nikozja                |
| Czarnogóra           | prezydent              | Pałac Prezydencki      | Cetynia                |
| Czechy               | prezydent              | Zamek Praski           | Praga                  |
| Dania                | królowa                | Christiansborg         | Kopenhaga              |
| Estonia              | prezydent              | Pałac Prezydencki      | Tallinn                |
| Finlandia            | prezydent              | Pałac Prezydencki      | Helsinki               |
| Francja              | prezydent              | Pałac Elizejski        | Paryż                  |
| Grecja               | prezydent              | Pałac Prezydencki      | Ateny                  |
| Hiszpania            | król                   | Pałac Królewski        | Madryt                 |
| Holandia             | król                   | Pałac królewski        | Amsterdam              |
| Irlandia             | prezydent              | Áras an Uachtaráin     | Dublin                 |
| Islandia             | prezydent              | Bessastaðir            | Álftanes               |
| Liechtenstein        | książę                 | Zamek Vaduz            | Vaduz                  |
| Litwa                | prezydent              | Pałac Prezydencki      | Wilno                  |
| Luksemburg           | wielki książę          | Pałac Wielkich Książąt | Luksemburg             |
| Łotwa                | prezydent              | Zamek ryski            | Ryga                   |
| Macedonia Północna   | prezydent              | Pałac Prezydencki      | Skopje                 |
| Malta                | prezydent              | Pałac San Anton        | Attard                 |
| Mołdawia             | prezydent              | Pałac Prezydencki      | Kiszyniów              |
| Monako               | książę                 | Pałac Książęcy         | Monako                 |
| Niemcy               | prezydent              | Pałac Bellevue         | Berlin                 |
| Norwegia             | król                   | Pałac Królewski        | Oslo                   |
| Polska               | prezydent              | Pałac Prezydencki      | Warszawa               |
| Portugalia           | prezydent              | Pałac Belém            | Lizbona                |
| Rosja                | prezydent              | Kreml                  | Moskwa                 |
| Rumunia              | prezydent              | Pałac Cotroceni        | Bukareszt              |
| San Marino           | kapitan regent         | Pałac Kapitanów        | San Marino             |
| Serbia               | prezydent              | Pałac Prezydencki      | Belgrad                |
| Słowacja             | prezydent              | Pałac Prezydencki      | Bratysława             |
| Słowenia             | prezydent              | Pałac Prezydencki      | Lublana                |
| Szwajcaria           | prezydent              | Pałac Federalny        | Berno                  |
| Szwecja              | król                   | Pałac Królewski        | Sztokholm              |
| Turcja               | prezydent              | Çankaya Köşkü          | Ankara                 |
| Ukraina              | prezydent              | Pałac Maryński         | Kijów                  |
| Watykan              | papież                 | Pałac Apostolski       | Watykan                |
| Węgry                | prezydent              | Pałac Sándora          | Budapeszt              |
| Wielka Brytania      | król                   | Pałac Buckingham       | Londyn                 |
| Włochy               | prezydent              | Pałac Kwirynalski      | Rzym                   |